# Salve a ti
Salve a ti (Salve a te) è l'inno nazionale del Nicaragua. L'autore è il poeta Salomón Ibarra Mayorga, che l'ha composto nel 1918. La musica è un antico canto dell'epoca coloniale, adattato da Luis Abraham Delgadillo nella tonalità mi bemolle maggiore.

## Testo

### Testo originale in spagnolo
¡Salve a ti, Nicaragua! En tu suelo

ya no ruge la voz del cañón

ni se tiñe con sangre de hermanos

tu glorioso pendón bicolor.
Brille hermosa la paz en tu cielo

nada empañe tu gloria inmortal

que el trabajo es tu digno laurel

y el honor es tu enseña triunfal.

### Traduzione in italiano
Salve a te, Nicaragua! Sul tuo suolo

non ruggisce più la voce del cannone

né si tinge del sangue dei fratelli

la tua gloriosa bandiera bicolore.

Brilla bella la pace nel tuo cielo

niente offusca la tua gloria immortale,

che il lavoro sia il tuo degno alloro

e l'onore sia il tuo stemma trionfale!

## Approvazione ufficiale dell'inno
Quest'inno è stato cantato e approvato ufficialmente solo 21 anni dopo la sua creazione: il 20 ottobre del 1939, per opera del Presidente del Nicaragua e dittatore Anastasio Somoza García, con il Decreto Esecutivo No. 3, pubblicato ne La Gaceta, Diario Ufficiale, No. 231 del 24 dello stesso mese e anno.